# Gregory Pardlo
Gregory Pardlo (Filadélfia, 24 de novembro de 1968) é um poeta, escritor e professor norte-americano. Em 2015, venceu o Prêmio Pulitzer de Poesia pela obra Digest.